# Myersiella microps
Myersiella microps is een kikker uit de familie smalbekkikkers (Microhylidae). De soort werd voor het eerst wetenschappelijk beschreven door André Marie Constant Duméril en Gabriel Bibron in 1841. Het is de enige soort uit het geslacht Myersiella.

## Algemeen
De kikker leeft in delen van Zuid-Amerika en komt endemisch voor in Brazilië. De soort komt voor in het zuidoosten van het land tot op 1100 meter boven zeeniveau. De habitat van deze bodembewonende soort bestaat uit de strooisellaag van primaire en secundaire bossen, in open gebieden komt de soort niet voor.
De ontwikkeling is bijzonder; de eitjes worden op het land afgezet tussen de bladeren, uit de eitjes kruipen direct kleine kikkertjes, er is dus geen vrijzwemmend kikkervisjesstadium.